# Les Enfants de l'an 2000
Les Enfants de l'an 2000 est une série documentaire d'épisodes de 26 minutes diffusée du 27 décembre 1999 au 4 janvier 2002 sur La Cinquième.

## L'émission
Après Jeunes marins reporters, à la veille du nouveau millénaire, les enfants embarquent une nouvelle fois à Fleur de Lampaul pour faire le tour du monde à la découverte de la nature et des hommes qui unissent avec elle. Ce grand voyage en bateau les emmènera entre autres à Madère, Cuba, Chypre, Australie, Guyane ou bien encore le Cap-Vert.  